# 老番茄
老番茄（1997年8月13日—），本名张秋实，蒙古族，毕业于复旦大学，中国UP主、說唱歌手，游戏娱乐解说视频制作者。自2013年开始在bilibili发布视频。
2020年4月3日下午3点02分，老番茄bilibili粉丝数突破1000万，成为bilibili首个粉丝数突破一千万的UP主。

## 生平
1997年出生于上海，籍贯内蒙古，目前居住在上海市。自我评价胆小、卑微、内向、不善与人交流。
初二时，老番茄所在的班级举办义卖活动，需要制作一个视频，班长把这个任务交给了他，随后受到激励开始尝试自己制作视频。曾将视频发布在优酷上，但平均点击量仅200左右，最高不超过1000。自2013年开始在bilibili发布视频。就读高中时，老番茄在bilibili上拥有三四十万粉丝，高三时因为高考的压力停止更新视频9个月。大一结束时，粉丝数量增加到了六七十万。
2019年，完成复旦大学本科学业，后推荐免试攻读本校硕士研究生，曾获得复旦大学奖学金，大三一学年的GPA达到3.94。曾在《暴走大事件》中以“茄尼玛”的身份登场。
老番茄于2018~2023年连续六年获得bilibili百大UP主称号。曾参加《故事王StoryMan》第二季，以85分的成绩夺冠。
2020年4月3日，老番茄在bilibili的粉絲數突破1000万，成为bilibili首个粉丝数突破一千万的Up主。
2021年6月，老番茄硕士毕业。
2023年4月，老番茄於自己的live演出現場求婚成功。。
2023年6月，出席中国共产主义青年团第十九次全国代表大会。